# Cerura benderi
Cerura benderi är en fjärilsart som beskrevs av De Lattin, Becker och Ulrich Roesler 1974. Cerura benderi ingår i släktet Cerura och familjen tandspinnare. Inga underarter finns listade i Catalogue of Life.